# Hypsiboas microderma
Hypsiboas microderma är en groddjursart som först beskrevs av William F. Pyburn 1977.  Hypsiboas microderma ingår i släktet Hypsiboas och familjen lövgrodor. IUCN kategoriserar arten globalt som livskraftig. Inga underarter finns listade i Catalogue of Life.